# James Stewart (ingeniero de audio)
James Graham Stewart (Homewood, Pensilvania, 21 de mayo de 1907 - Los Ángeles, California, 22 de marzo de 1997) fue un pionero estadounidense en el campo de la grabación y regrabación de sonido. Su carrera abarcó más de cinco décadas (1928–1980), durante las cuales realizó contribuciones sustanciales a la evolución del arte y la ciencia del sonido cinematográfico y televisivo.

## Carrera
En 1928, James G. Stewart fue uno de los primeros empleados de la recién establecida empresa RCA Photophone. Inicialmente, su trabajo consistía en instalar y mantener sistemas de reproducción de sonido de películas en salas de cine en la costa este de Estados Unidos, incluido el Radio City Music Hall en la ciudad de Nueva York. La grabación y reproducción de sonido de películas era un medio nuevo en ese momento, y el conocimiento de la radio de Stewart lo convirtió en una figura importante en la integración del sonido en las películas. Sus empleadores lo enviaron a la costa oeste en 1929 para supervisar las instalaciones del teatro.
En 1930, Stewart se unió a RKO Pictures (entonces propiedad de RCA), trabajando en su departamento de investigación y desarrollo en un sistema de reducción de ruido para sonido de película óptica. Cuando el interés corporativo en el proyecto decayó, pudo pasar al brazo de producción de RKO como un 'boom man', grabando el sonido de producción (el "sonido en vivo" grabado al mismo tiempo que la imagen). Durante los siguientes años, participó en la creación de algunos de los primeros clásicos del cine sonoro de Hollywood, incluidos A Bill of Divorcement (1932) y The Lost Patrol (1934).
Después de trabajar en la fase de producción del proceso cinematográfico durante varios años, Stewart pasó a la posproducción. De 1933 a 1945, Stewart fue jefe de mezclas de regrabación en RKO, mezclando personalmente cientos de bandas sonoras de películas. El aspecto más celebrado del trabajo de Stewart durante este período es su colaboración con el director Orson Welles, también con experiencia en radio. Trabajó en estrecha colaboración con Welles en Citizen Kane (1941) y The Magnificent Ambersons (1942). Tanto Welles como Stewart tenían un gran conocimiento del uso creativo del sonido narrativo, y estas películas demostraron las alturas espectaculares a las que se pueden llevar las artes cinematográficas.
Stewart dejó RKO Studios en 1945, cuando fue contratado por David O. Selznick. Finalmente, fue nombrado Jefe de Operaciones Técnicas de Selznick International Pictures y supervisó todos los aspectos de la producción y posproducción de películas como la controvertida Duel in the Sun (1946) de King Vidor, The Paradine Case (1947) de Alfred Hitchcock y Portrait of Jennie de William Dieterle (1948).
En una era en la que las cadenas de televisión comenzaban a desafiar a la industria del cine en cuanto a audiencias, Stewart trabajó para Glen Glenn Sound, donde permaneció durante los siguientes 25 años. La posproducción televisiva temprana enfatizaba la velocidad y la eficiencia sobre la innovación artística, y la rutina diaria de Stewart implicaba mezclar dos programas de media hora al día, cinco o seis veces el ritmo que había mantenido anteriormente durante la realización de películas de nivel A. Entre las docenas de programas en los que trabajó estaban I Love Lucy, The Jack Benny Show, The Real McCoys y The Andy Griffith Show.
A mediados de la década de 1970, Stewart había cambiado de empleador una vez más, esta vez a The Burbank Studios (propiedad de Warner Bros.), donde pasó los últimos cinco años de su vida laboral. Durante este tiempo trabajó en películas como The Front (1976) de Martin Ritt y Blue Collar (1978) de Paul Schrader. En 1980, después de una carrera de más de cinco décadas en cine y televisión, Stewart se retiró.

## Filmografía
| Año  | Título                                    | Notas                                                                  |
| ---- | ----------------------------------------- | ---------------------------------------------------------------------- |
| 1979 | The Legend of the Golden Gun              | Película para televisión; mezclador de sonido                          |
| 1979 | The Child Stealer                         | Película para televisión; mezclador de sonido                          |
| 1979 | Institute for Revenge                     | Película para televisión; mezclador de sonido                          |
| 1979 | Salvage 1                                 | Serie de televisión; mezclador de sonido                               |
| 1978 | Who Is Killing the Great Chefs of Europe? | Mezclador de regrabación de sonidos                                    |
| 1978 | Blue Collar                               | Mezclador de regrabación de sonidos                                    |
| 1976 | The Front                                 | Mezclador de regrabación de sonidos                                    |
| 1976 | Northville Cemetery Massacre              | Mezclador de regrabación de sonidos                                    |
| 1975 | Rafferty abd the Gold Dust Twins          | Mezclador de regrabación de sonidos                                    |
| 1973 | Once Upon a Scoundrel                     | Ingeniero de sonido                                                    |
| 1972 | The Dirt Gang                             | Mezclador de regrabación de sonidos                                    |
| 1969 | The Activist                              | Sonido                                                                 |
| 1968 | With Six You Get Eggroll                  | Mezclador de regrabación de sonidos                                    |
| 1966 | Vacation Playhouse                        | Serie de televisión; ingeniero de sonido                               |
| 1965 | The Market                                | Película de televisión documental; mezclador de regrabación de sonidos |
| 1964 | The Lucy Show                             | Serie de televisión; ingeniero de sonido                               |
| 1953 | Stazione Termini                          | Sonido de posproducción                                                |
| 1952 | The Captive City                          | Supervisor de sonido                                                   |
| 1948 | Portrait of Jennie                        | Sonido; sin acreditar                                                  |
| 1947 | The Paradine Case                         | Director de sonido                                                     |
| 1946 | Duelo al sol                              | Director de sonido                                                     |
| 1946 | Deadline at Dawn                          | Sonido                                                                 |
| 1945 | Las campanas de Santa María               | Sonido                                                                 |
| 1945 | Cornered                                  | Sonido; sin acreditar                                                  |
| 1945 | Man Alive                                 | Re-grabador                                                            |
| 1945 | The Spanish Main                          | Re-grabador                                                            |
| 1945 | Johnny Angel                              | Re-grabador                                                            |
| 1945 | George White's Scandals                   | Sonido                                                                 |
| 1945 | First Yank Into Tokyo                     | Re-grabador de sonido                                                  |
| 1945 | Isle of the Dead                          | Re-grabador de sonido                                                  |
| 1945 | Return to Bataan                          | Re-grabador                                                            |
| 1945 | The Brighton Strangler                    | Re-grabador de sonido                                                  |
| 1945 | Those Endearing Young Charms              | Re-grabador                                                            |
| 1945 | China Sky                                 | Re-grabador                                                            |
| 1945 | Having Wonderful Crime                    | Re-grabador de sonido                                                  |
| 1945 | The Enchanted Cottage                     | Re-grabador de sonido                                                  |
| 1944 | Experiment Perilous                       | Re-grabador                                                            |
| 1944 | Murder, My Sweet                          | Re-grabador                                                            |
| 1944 | None But the Lonely Heart                 | Re-grabador de sonido                                                  |
| 1944 | Tall in the Saddle                        | Re-grabador                                                            |
| 1944 | The Master Race                           | Re-grabador de sonido                                                  |
| 1944 | The Falcon in Mexico                      | Re-grabador de sonido                                                  |
| 1944 | Mademoiselle Fifi                         | Re-grabador de sonido                                                  |
| 1944 | Bride by Mistake                          | Re-grabador de sonido                                                  |
| 1944 | Step Lively                               | Re-grabador de sonido                                                  |
| 1944 | Marine Raiders                            | Re-grabador                                                            |
| 1944 | Days of Glory                             | Re-grabador de sonido                                                  |
| 1944 | A Night of Adventure                      | Re-grabador de sonido                                                  |
| 1944 | Show Business                             | Re-grabador                                                            |
| 1944 | Seven Days Ashore                         | Re-grabador de sonido                                                  |
| 1944 | The Curse of the Cat People               | Re-grabador                                                            |
| 1944 | The Falcon Out West                       | Re-grabador de sonido                                                  |
| 1944 | Action in Arabia                          | Re-grabador de sonido                                                  |
| 1944 | Passport to Destiny                       | Re-grabador                                                            |
| 1943 | Higher and Higher                         | Re-grabador                                                            |
| 1943 | Tender Comrade                            | Re-grabador de sonido                                                  |
| 1943 | The Ghost Ship                            | Sonido; sin acreditar                                                  |
| 1943 | Around the World                          | Sonido                                                                 |
| 1943 | The Falcon and the Co-eds                 | Re-grabador de sonido                                                  |
| 1943 | Government Girl                           | Re-grabador de sonido                                                  |
| 1943 | Gangway for Tomorrow                      | Re-grabador                                                            |
| 1943 | Gildersleeve on Broadway                  | Sonido                                                                 |
| 1943 | The Iron Major                            | Re-grabador de sonido                                                  |
| 1943 | The Adventures of a Rookie                | Sonido; sin acreditar                                                  |
| 1943 | The Seventh Victim                        | Sonido; sin acreditar                                                  |
| 1943 | A Lady Takes a Chance                     | Mezclador de regrabación de sonidos                                    |
| 1943 | The Fallen Sparrow                        | Re-grabador                                                            |
| 1943 | Behind the Rising Sun                     | Re-grabador de sonido                                                  |
| 1943 | Mexican Spitfire's Blessed Event          | Sonido                                                                 |
| 1943 | Petticoat Larceny                         | Sonido; sin acreditar                                                  |
| 1943 | The Falcon in Danger                      | Sonido; sin acreditar                                                  |
| 1943 | The Sky's the Limit                       | Re-grabador                                                            |
| 1943 | Mr. Lucky                                 | Re-grabador                                                            |
| 1943 | El hombre leopardo                        | Sonido; sin acreditar                                                  |
| 1943 | Bombardier                                | Re-grabador                                                            |
| 1943 | Gildersleeve's Bad Day                    | Sonido; sin acreditar                                                  |
| 1943 | Esta tierra es mía                        | Re-grabador                                                            |
| 1943 | I Walked with a Zombie                    | Re-grabador de sonido; sin acreditar                                   |
| 1943 | Flight for Freedom                        | Re-grabador                                                            |
| 1943 | Journey into Fear                         | Grabador                                                               |
| 1942 | One Upon a Honeymoon                      | Grabador                                                               |
| 1942 | The Navy Comes Through                    | Grabador de sonido                                                     |
| 1942 | The Magnificent Ambersons                 | Grabador de sonido                                                     |
| 1942 | Syncopation                               | Sonido                                                                 |
| 1941 | All That Money Can Buy                    | Grabador                                                               |
| 1941 | Citizen Kane                              | Grabador                                                               |
| 1940 | Tom Brown's School Days                   | Grabador de sonido                                                     |
| 1939 | Gunga Din                                 | Grabador de sonido                                                     |
| 1936 | Grandma's Bouys                           | Cortometraje; grabador de sonido                                       |
| 1936 | Vocalizing                                | Cortometraje; grabador                                                 |
| 1936 | The Big Game                              | Grabador de sonido                                                     |
| 1936 | Mummy's Boys                              | Grabador                                                               |
| 1936 | Don't Turn 'em Loose                      | Grabador                                                               |
| 1936 | So and Sew                                | Cortometraje; sonido                                                   |
| 1935 | I Dream Too Much                          | Sonido                                                                 |
| 1934 | Kentucky Kernels                          | Grabador de sonido; sin acreditar                                      |
| 1933 | Ann Vickers                               | ingeniero asistente de grabación de sonido; sin acreditar              |
| 1933 | Double Harness                            | Asistente de sonido; sin acreditar                                     |
| 1933 | El testamento del Dr. Mabuse              | Sonido de doblaje                                                      |

## Premios y nominaciones
| Año  | Premios       | Categoría                  | Obra                   | Notas | Resultado | Ref.  |
| ---- | ------------- | -------------------------- | ---------------------- | --- | --------- | ----- |
| 1949 | Premios Óscar | Mejores efectos especiales | Portrait of Jennie     | Junto con Paul Eagler (visual), J. McMillan Johnson (visual), Russell Shearman (visual), Clarence Slifer (visual) y Charles L. Freeman (audio) | Ganador   |       |
| 1945 | Premios Óscar | Mejores efectos especiales | Days of Glory          | Junto con Vernon L. Walker (fotografía) y Roy Granville (sonido)                                                                               | Nominado  | [ 1 ] |
| 1944 | Premios Óscar | Mejores efectos especiales | Bombardier             | Junto con Vernon L. Walker (fotografía) y Roy Granville (sonido)                                                                               | Nominado  | [ 2 ] |
| 1943 | Premios Óscar | Mejores efectos especiales | The Navy Comes Through | Junto con Vernon L. Walker (fotografía) | Nominado  | [ 3 ] |

## Innovaciones
Cuando era adolescente, Stewart participó en los primeros experimentos en la radio AM comercial. Mientras estuvo en RKO Studios, participó en la producción del primer largometraje en Technicolor de tres tiras, Becky Sharp (1935), realizado por Pioneer Pictures, afiliada de RKO. Durante su mandato en RKO, también ayudó a diseñar la primera mesa de mezclas del estudio construida específicamente para la regrabación de películas y para introducir la compresión electrónica en la posproducción de películas. Para la película Retrato de Jennie a fines de la década de 1940, Stewart ideó una encarnación temprana del sonido envolvente multicanal. Trabajando principalmente en televisión después de 1950, Stewart ayudó a marcar el comienzo de avances técnicos tales como la regrabación inversa ("rock and roll").

## Documentos técnicos e históricos
- “Application of Non linear Volume Characteristics to Dialog Recording” (Diario de la Sociedad de Ingenieros Cinematográficos, septiembre de 1938) Escrito con John O. Aalberg.
- "The Rerecording Process" (Reimpresiones de la Sociedad de Ingeniería de Audio, mayo de 1970)
- “Development of Sound Technique” (The American Film Institute, 1977)
- “The Evolution of Cinematic Sound: A Personal Report” (Contenido en el libro, Sound and the Cinema , Evan Cameron, ed., Redgrave, 1980)